# Коноховицы
Коно́ховицы (фин. Konohovitsa) — деревня в Большеврудском сельском поселении Волосовского района Ленинградской области.

## История
Впервые упоминается в Писцовой книге Водской пятины 1500 года как сельцо Конюховичи в Богородицком Врудском погосте.
Обозначена на карте Ингерманландии А. И. Бергенгейма, составленной по материалам 1676 года, как деревня Konokowits.
На шведской «Генеральной карте провинции Ингерманландии» 1704 года — как деревня Konockowitz.
На карте Санкт-Петербургской губернии Ф. Ф. Шуберта 1834 года — как деревня Коноховицы.

КОНОХОВИЦЫ — мыза принадлежит штабс-капитану Веймарну, число жителей по ревизии: 5 м. п., 9 ж. п.
 
КОНОХОВИЦЫ — деревня принадлежит штабс-капитану Веймарну, число жителей по ревизии: 13 м. п., 15 ж. п.; В оной: питейный дом.

КОНОХОВИЦЫ — деревня принадлежит действительной статской советнице Сверчковой, число жителей по ревизии: 28 м. п., 20 ж. п. (1838 год)

На этнографической карте Санкт-Петербургской губернии П. И. Кёппена 1849 года она обозначена как деревня «Kononkowitz», расположенная в ареале расселения савакотов. В пояснительном тексте к этнографической карте она записана как деревня Kononkowitz (Коно́хковицы) и указано количество её населения на 1848 год: савакотов — 38 м. п., 33 ж. п., всего 71 человек, русских — 13 человек.
На карте профессора С. С. Куторги 1852 года обозначена как деревня Коноховицы.

КОНОХКОВКА — деревня вдовы штабс-капитана Веймарна, 27 вёрст по почтовой, а остальные по просёлочной дороге, число дворов — 3, число душ — 15 м. п.
 
КОНОХКОВИЦЫ — деревня жены гвардии капитана Сверчкова, 27 вёрст по почтовой, а остальные по просёлочной дороге, число дворов — 9, число душ — 27 м. п. (1856 год)

КОНОХОВИЦЫ I (ПЕЛДОВА) — деревня, число жителей по X-ой ревизии 1857 года: 20 м. п., 18 ж. п., всего 38 чел.

КОНОХОВИЦЫ II — деревня, число жителей по X-ой ревизии 1857 года: 33 м. п., 37 ж. п., всего 70 чел.

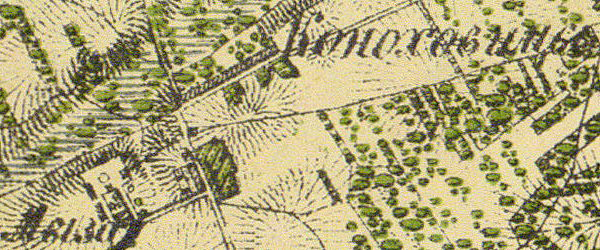
Деревня Коноховицы на карте 1860 года

Согласно карте Санкт-Петербургской губернии 1860 года к югу и смежно с деревней Коноховицы находилась мыза.

КАНОХОВИЦЫ — мыза владельческая при колодце, между 1-й и 2-й Самерскими дорогами, от Ямбурга в 40 верстах, число дворов — 3, число жителей: 6 м. п., 1 ж. п.

КАНОХОВИЦЫ — деревня владельческая при колодце, между 1-й и 2-й Самерскими дорогами, от Ямбурга в 40 верстах, число дворов — 17, число жителей: 46 м. п., 55 ж. п. (1862 год)

КОНОХОВИЦЫ I (ПЕЛДОВА) — деревня, по земской переписи 1882 года: семей — 6, в них 25 м. п., 22 ж. п., всего 47 чел.

КОНОХОВИЦЫ II — деревня, по земской переписи 1882 года: семей — 12, в них 36 м. п., 35 ж. п., всего 71 чел.

В 1883—1884 годах временнообязанные крестьяне деревни выкупили свои земельные наделы у Ф. В. Веймарн и стали собственниками земли.
Согласно материалам по статистике народного хозяйства Ямбургского уезда 1887 года мыза Коноховицы площадью 222 десятины принадлежала везенбергскому гражданину А. К. Коху, мыза была приобретена в 1880 году за 6500 рублей. Помещик сдавал в аренду постоялый двор.

КОНОХОВИЦЫ I (ПЕЛДОВА) — деревня, число хозяйств по земской переписи 1899 года — 5, число жителей: 20 м. п., 16 ж. п., всего 36 чел.; разряд крестьян: бывшие владельческие; народность: финская

КОНОХОВИЦЫ II — деревня, число хозяйств по земской переписи 1899 года — 11, число жителей: 29 м. п., 29 ж. п., всего 58 чел.; разряд крестьян: бывшие владельческие; народность: русская — 22 чел., финская — 29 чел., эстонская — 7 чел.

В 1900 году, согласно «Памятной книжке Санкт-Петербургской губернии», мыза Коноховицы площадью 201 десятина принадлежала «гражданину» Андреасу Карловичу Коху.
В конце XIX — начале XX века деревня административно относилась к Врудской волости 1-го стана Ямбургского уезда Санкт-Петербургской губернии. Население деревни было однородным — финским.
По данным «Памятной книжки Санкт-Петербургской губернии» за 1905 год мызой Коноховицы площадью 402 десятины владел везенбергский гражданин Андреас Карлович Кох, кроме того ему принадлежало имение Коноховицы площадью 130 десятин в Княжевской волости.
С 1917 по 1923 год деревни Коноховицы I и Коноховицы II входили в состав Коноховицкого сельсовета Княжево-Ильешской волости Кингисеппского уезда.
С 1923 года в составе Врудской волости.
С 1924 года в составе Маловрудского сельсовета.
Согласно данным переписи населения СССР 1926 года в деревне Коноховицы I Мало-Врудского сельсовета Врудской волости Кингисеппского уезда проживали 37 человек, большинство финны, а также русские; в деревне Коноховицы II — 55 человек, большинство русские, а также финны и эстонцы.
С 1927 года в составе Молосковицкого района.
В 1928 году общее население деревни Коноховицы составляло 100 человек.
С 1930 года в составе Врудского сельсовета.
С 1931 года в составе Волосовского района.

План деревни Коноховицы. 1933 год
Совхоз Коноховицы. 1938 год

По данным 1933 года деревня называлась Коноковицы и входила в состав Врудского сельсовета Волосовского района. Согласно топографической карте 1933 года деревня состояла из двух частей: Коноховицы 1-е (Пелдова) — 9 дворов и Коноховицы 2-е — 18 дворов.
Согласно топографической карте 1938 года в деревне был организован одноимённый зерновой совхоз.
С 1 августа 1941-го по 31 декабря 1943 года германская оккупация.
С 1963 года в составе Кингисеппского района.
С 1965 года вновь в составе Волосовского района. В 1965 году население деревни составляло 72 человека.
По данным 1966 года в составе Врудского сельсовета находились две деревни: Коноховицы 1-е и Коноховицы 2-е.
По административным данным 1973 и 1990 годов деревня Коноховицы входила в состав Врудского сельсовета с центром в посёлке Вруда.
В 1997 году в деревне Коноховицы проживали 33 человека, деревня относилась ко Врудской волости, в 2002 году — 27 человек (русские — 82 %), в 2007 году — 22 человека.

## География
Деревня расположена в центральной части района на автодороге 41К-045 (Большая Вруда — Овинцево) в месте примыкания к ней автодороги 41К-050 (Терпилицы — Коноховицы).
Расстояние до административного центра поселения — 7 км.
Расстояние до ближайшей железнодорожной станции Вруда — 4 км.

## Демография
| 1862 | 2002 | 2007 | 2010 | 2017 |
| ---- | ---- | ---- | ---- | ---- |
| 108  | ↘27  | ↘22  | ↗28  | ↘27  |

### Национальный состав
Согласно данным Всероссийской переписи населения 2021 года в деревне проживали 30 человек, из них:
 русские — 23, узбеки — 4, армяне — 2, таджики — 1 человек.